# Autoritratto come martire
Autoritratto come martire è un dipinto a olio su tavola di 31,7x24,8  realizzato nel 1615 dalla pittrice italiana Artemisia Gentileschi. Fa parte di una collezione privata.

## L'opera
Conosciamo solo due dipinti su tavola di Artemisia Gentileschi, di formato ridotto, anche se i quadri di piccole dimensioni non dovevano essere occasionali nella sua attività, dal momento anche alla fine della sua carriera la pittrice si propone di far vedere ad un suo importante committente una "Madonina in piccolo".

Chi è la graziosa fanciulla raffigurata in questa tavola che tiene nella mano destra la "palma del martirio", indossa un civettuolo turbante color lapislazzuli e porta una sorta di peplo di seta rosa fermato sulla spalla?

Osserviamo come essa abbia le guance pienotte, la mascella un po' pronunciata, i capelli ramati raccolti in forma un po' scomposta, come quelli della Allegoria dell'Inclinazione in Casa Buonarroti: tutto lascia dunque credere che si tratti di un autoritratto di Artemisia all'età di circa 22 anni.

Non sappiamo per chi sia stata dipinta questa graziosa tavoletta, né quale fosse l'intesa con la pittrice che ha portato Artemisia a ritrarsi - secondo una forma di gioco abbastanza diffusa nel Seicento - "in veste di martire".